# Niederhausbergen
Niederhausbergen je občina v departmaju Bas-Rhin francoske regije Alzacija.
Leta 1990 je v občini živelo 1 212 oseb oz. 396 oseb/km².